# Колман, Олиндо
Олиндо Колман (нидерл. Olindo Koolman; род. 15 апреля 1942, Ораньестад, Нидерланды) — государственный и политический деятель Арубы. Занимал должность губернатора Арубы два срока по шесть лет: с 12 марта 1992 года по 11 мая 2004 года.

## Биография
Родился 15 апреля 1942 года на Арубе. Изучал право и в 1966 году стал государственным служащим в налоговой инспекции. Работал членом комиссии, которая подготовила специальный статус для Арубы, по которому остров стал составной частью Королевства Нидерландов. 12 марта 1992 года стал губернатором Арубы и работал на этой должности до 11 мая 2004 года.